# Khalid Yahya Rushaka
Khalid Yahya Rushaka (26 aprile 1980) è un ex nuotatore e allenatore di nuoto tanzaniano, specializzato nello stile libero.

## Biografia
È stato soprannominato il "delfino della Tanzania", per le sue abilità in acqua. 
La straordinaria storia di come imparò a nuotare ed è diventato famoso è leggendaria. Suo padre, Yahya Rushaka, fu uno degli unici sopravvissuti al disastro del traghetto Mv Bukoba sul Lago Vittoria nel 1996, che causò mille vittime. Suo padre lo incoraggiò a imparare a nuotare attraverso il racconto delle storie degli uomini coraggiosi che salvarono molte vite perché sapevano nuotare. Suo padre lo spinse ad intraprendere la carriera nel nuoto e si allenò con l'aiuto dei video di YouTube. 
I suoi progressi furono rapidi e il Comitato Olimpico Tanzaniano lo scelse per rappresentare la nazione. Si specializzò nel nuoto in corsia nello stile libero.
Rappresentò la Tanzania ai Giochi olimpici estivi di Pechino 2008, dove ottenne l'83º tempo nelle batterie dei 50 m stile libero e fu eliminato. È stato il primo tanzaniano a partecipare alle Olimpiadi.
Nel 2016, l'Accademia ISR (International Sports Relations), nata da un'idea del campione olimpico e membro del CIO Mood Dae Sung, gli assegnò una borsa di studio per studiare gestione dello sport a Pusan, in Corea del Sud.
Tornato in Tanzania, si impegnò a costruire il programma di nuoto olimpico della Tanzania. Allena promettenti tanzaniani presso la International School of Moshi Arusha Campus. Fondò l'Arusha Swim Club con l'obiettivo di accogliere altri tanzaniani che non hanno avuto l'opportunità di studiare in scuole internazionali dove il nuoto è parte del curriculum scolastico. Fu fondatore e CEO di Sports Network Tanzania.